# Ceropegia stentiae
Ceropegia stentiae är en oleanderväxtart som beskrevs av Eileen Adelaide Bruce. Ceropegia stentiae ingår i släktet Ceropegia och familjen oleanderväxter. Inga underarter finns listade i Catalogue of Life.